# Vetle Lid Larssen

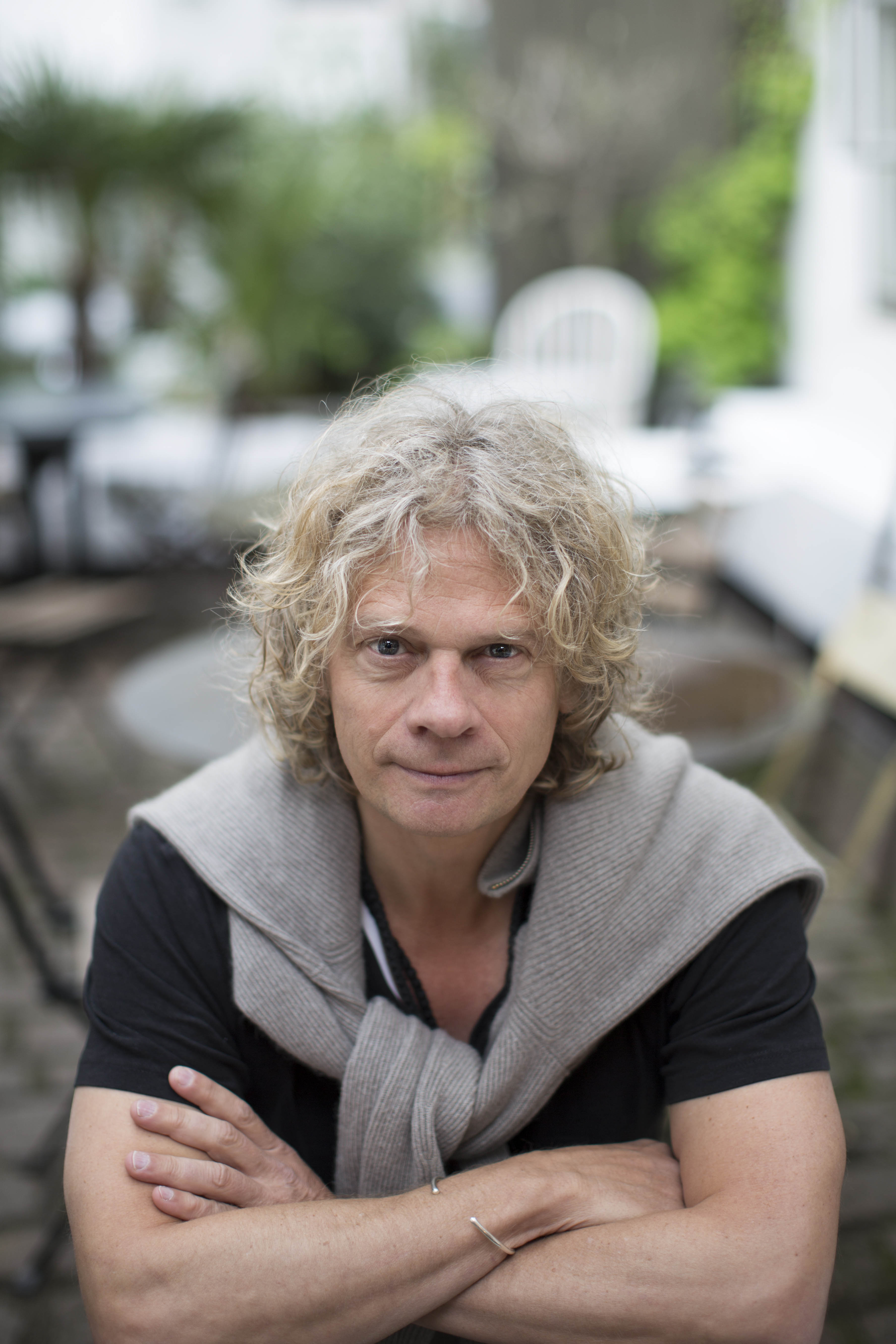
Vetle Lid Larssen (2007)

Vetle Lid Larssen (* 2. September 1960 in Stavanger) ist ein norwegischer Schriftsteller und Journalist.

## Leben
Er wurde in Stavanger geboren und ist der Sohn des norwegischen Schauspielers Lars Andreas Larssen. Er veröffentlichte im Jahr 1989 mit der Porträtsammlung Mannfolk sein erstes Buch. Sein Debütroman 2 (Mein scheusslicher Bruder, Onkel Harry und ich, Kabel Verlag 1993) erschien ein Jahr später und erreichte bei Rezensenten und Publikum große Aufmerksamkeit. Als Journalist arbeitet er unter anderem für Morgenbladet, Aftenposten und Dagbladet.[1] Darüber hinaus ist er als freier Reporter für den norwegischen Reichsrundfunk und den Fernsehsender TV 2 tätig. Er schreibt in Riksmål und wurde mit mehreren norwegischen Journalistenpreisen ausgezeichnet.
Unter seinen anderen Büchern sind Kjærlighet før øya synker (Ein anderes leben, Deutsche Verlags-Anstalt DVA 1999), Anti-Sex und Norske helter (Norwegische Helden).
Im 2013 kam der Dokumentarroman 1001 Natt (1001 Nacht) – über das Schicksal zweier norwegischer Sklaven in Nordafrika, und im Jahr 2015 das selbstbiografische Hvordan elske en far – og overleve (Wie man einen Vater liebt – und überlebt) die beide wurden nationale Bestsellers.
Lid Larssen wird unter anderem auf Dänisch, Deutsch und Italienisch übersetzt. Derzeit ist er Kolumnist in der norwegische Zeitschrift A-magasinet.

## Veröffentlichungen (Auswahl)
- Kongen, 2006
- Parken, Essays, 2003
- Himmeltårnet, Roman, 1999
- Anti-sex, Essays, 1998
- Tulipandronningen, Erzählung, 1998
- Kjærlighet før øya synker, Roman, 1996 (Ein anderes leben, Deutsche Verlags-Anstalt DVA 1999)
- I engelens munn, Roman, 1992
- 2, Roman, 1990 (Mein scheusslicher Bruder, Onkel Harry und ich, Kabel Verlag 1993)
- Mannfolk, 1989
- Norske helter, 2007
- 1001 natt, 2013
- Hvordan elske en far – og overleve. 2015

## Auszeichnungen
- Oslo og Bærums Riksmålsforenings pressepris, 1991
- Gullpennen (1991)
- Arne Hestenesprisen, 1993
- Sarpsborgprisen, 1996